# Видаль, Поль Антуан
Поль Антуан Видаль (фр. Paul Antoine Vidal; 16 июня 1863, Тулуза — 9 апреля 1931, Париж) — французский композитор и дирижёр.

## Биография
Учился в Тулузской консерватории у Поля Мерьеля, затем в Парижской консерватории под руководством Жюля Массне. В 1883 году стал лауреатом Римской премии за кантату «Гладиатор». В истории музыки известен анекдот о том, как Поль Видаль и Клод Дебюсси (лауреат той же премии за 1884 год) в Риме 8 января 1886 года играли переложение симфонии Ференца Листа «Фауст» для двух фортепиано в присутствии самого Листа, который во время исполнения заснул.
С 1889 года Видаль работал в Парижской опере, в 1906—1914 годах был её главным дирижёром, а в 1914—1919 годах занимал пост директора Опера-Комик. Он написал оперы «Песня цыгана» (фр. La Chanson du tzigane; 1890), «Эрот» (фр. Eros; 1892), «Герника» (фр. Guernica; 1895), «Бургундка» (фр. La Burgonde; 1898), «Рамзес» (фр. Ramsès; 1900), балет «Императрица» (фр. L'Impératrice; 1901) и др. Видалю принадлежали также хоровые сочинения — в частности, «драматическая легенда» «Святой Георгий» для солистов и хора, — и камерная музыка.
С 1894 года Поль Видаль преподавал в Парижской консерватории, в 1910 году занял должность профессора композиции и фуги. Среди его учеников, в частности, были Фелипе Боэро, Жак Ибер, Раймон Лушёр, Симон Лакс.